# Adolf Ruppelt
Adolf Ruppelt (* 26. Januar 1912 in Altona; † 15. Juli 1988 in Hamburg) war ein deutscher evangelisch-lutherischer Geistlicher. Er war der zweite (und letzte) Landespropst der Landespropstei Südholstein.

## Leben
Adolf Ruppelt studierte Evangelische Theologie und wurde am 26. September 1943 in Gelting zum Pastor ordiniert.
Von 1949 bis November 1951 war er Hilfsgeistlicher an der Auferstehungskirche in Hamburg-Lurup, von Dezember 1951 bis November 1966 Pastor an der Pauluskirche in Hamburg-Altona-Nord.
Von Dezember 1966 bis zu seiner Emeritierung zum 1. November 1978 war er Propst der Propstei Altona (heute Kirchenkreis Hamburg-West/Südholstein). Seit 1962 war er Mitglied der Kirchenleitung der Evangelisch-Lutherischen Landeskirche Schleswig-Holsteins.
Zusätzlich war er von 1970 bis 1976 als Nachfolger von Karl Hasselmann mit bischöflichen Aufgaben als Landespropst der 1952 eingerichteten und im Zuge der Bildung der Nordelbischen Evangelisch-Lutherische Kirche wieder aufgehobenen Landespropstei Südholstein beauftragt.

## Werke
- Hans Asmussen, der Theologe des Altonaer Bekenntnisses. In: Das Altonaer Bekenntnis. Text und Theologie – Zeitgeschichte und Zeugen. (Nordelbischer Konvent, Heft 21), Kiel: Evangelischer Presseverband 1983
- Evangelische Jugend in Schleswig-Holstein 1933–1937. in: Wolfgang Prehn (Hrsg.): Zeit, den schmalen Weg zu gehen. Zeugen berichten vom Kirchenkampf in Schleswig-Holstein. Kiel: Lutherische Verlagsgesellschaft 1985, S. 53–58